# Wateroverlast in Nederland van januari 2012
Begin januari 2012 was er wateroverlast in verschillende delen van Nederland. Door twee noordwesterstormen in combinatie met een verzadigde bodem door grote neerslaghoeveelheden in december en januari steeg het water snel in grote delen van het noordwesten van het Europese vasteland. In de eerste week van januari viel, vooral in Noord-Nederland, meer regen dan normaal in de gehele maand zou vallen, zo'n 70 tot 90 millimeter. Op 3 tot en met 5 januari was de windkracht geruime tijd 9 op de schaal van Beaufort.

## Stormen

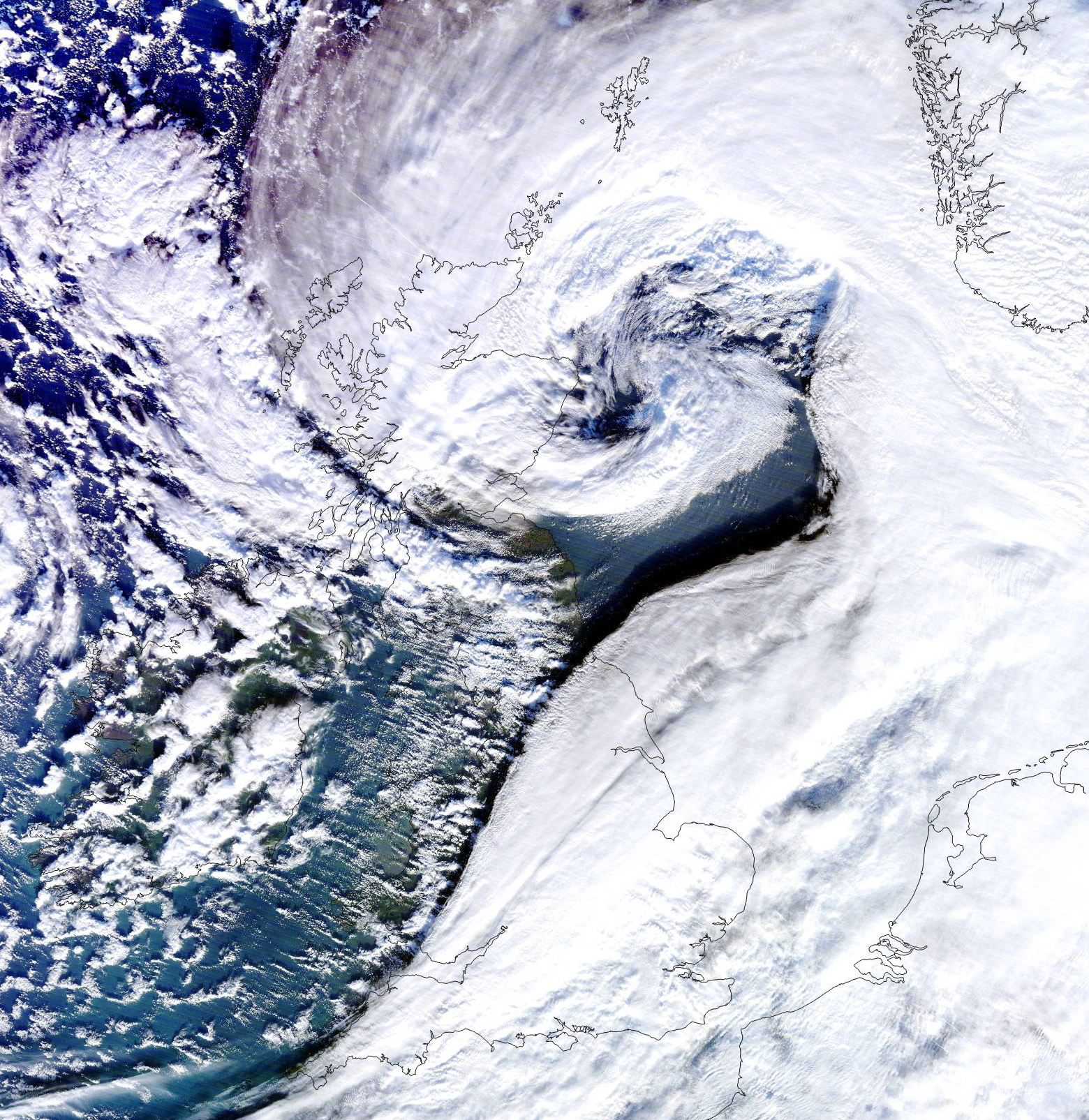
Ulli boven de Noordzee op 3 januari

Tussen 3 en 5 januari kreeg noordwest- en centraal Europa te maken met twee stormen, in de Alpenlanden leverde dit op sommige plekken record veel sneeuw op waardoor het verkeer daar in grote problemen kwam.

### Cycloon Ulli
De eerste storm die overtrok was op 3 januari, dit was cycloon Ulli, ook wel Emil genoemd door de Noorse weerdiensten. In Denemarken was dit de zwaarste storm sinds zeven jaar, maar ook elders werden zware windstoten gemeten. In de North Pennines in Engeland werd een windstoot gemeten van 171 km/h, en in IJmuiden een van 173 km/h. Op verschillende weerstations in Nederland kwam het tot een uurgemiddelde van 9 Beaufort (storm), op Vlieland zelfs enkele minuten 10 beaufort (zware storm). Op de Vissersbank werd geruime tijd 11 beaufort gemeten, dit is orkaankracht. Het KNMI gaf code oranje voor zware windstoten langs de kust. De zwaarste windstoten werden meestal gemeten net vóór het actieve koufront dat die dag rond de middag overtrok, in het noorden viel plaatselijk meer dan 20 millimeter neerslag. Dit koufront ging plaatselijk ook gepaard met hagel en onweer.

### Cycloon Andrea
Storm Andrea was de tweede storm die overtrok, op 5 januari. Vooral centraal Europa werd getroffen door zware rukwinden, op de Zugspitze in Duitsland werd een windstoot gemeten van 176 km/h. In Nederland werd op verschillende weerstations een uurgemiddelde van 9 Beaufort gemeten en windstoten tot 120 km/h. In de ochtend gaf het KNMI opnieuw code oranje af, voor de provincies Noord-Holland, Friesland en Groningen.
In België was er overlast door de regen (hoofdzakelijk in Wallonië), maar vooral door de harde wind. Er werden windsnelheden tot 122 km/h gemeten. Her en der waaiden bomen en elektriciteitspalen om en werden daken beschadigd. De hogesnelheidstrein Thalys kon niet rijden door de harde wind en liep hierdoor grote vertragingen op. In Roosdaal overleed een 64-jarige man toen hij een vijf meter hoge poort over zich heen kreeg.

## Hoogwater

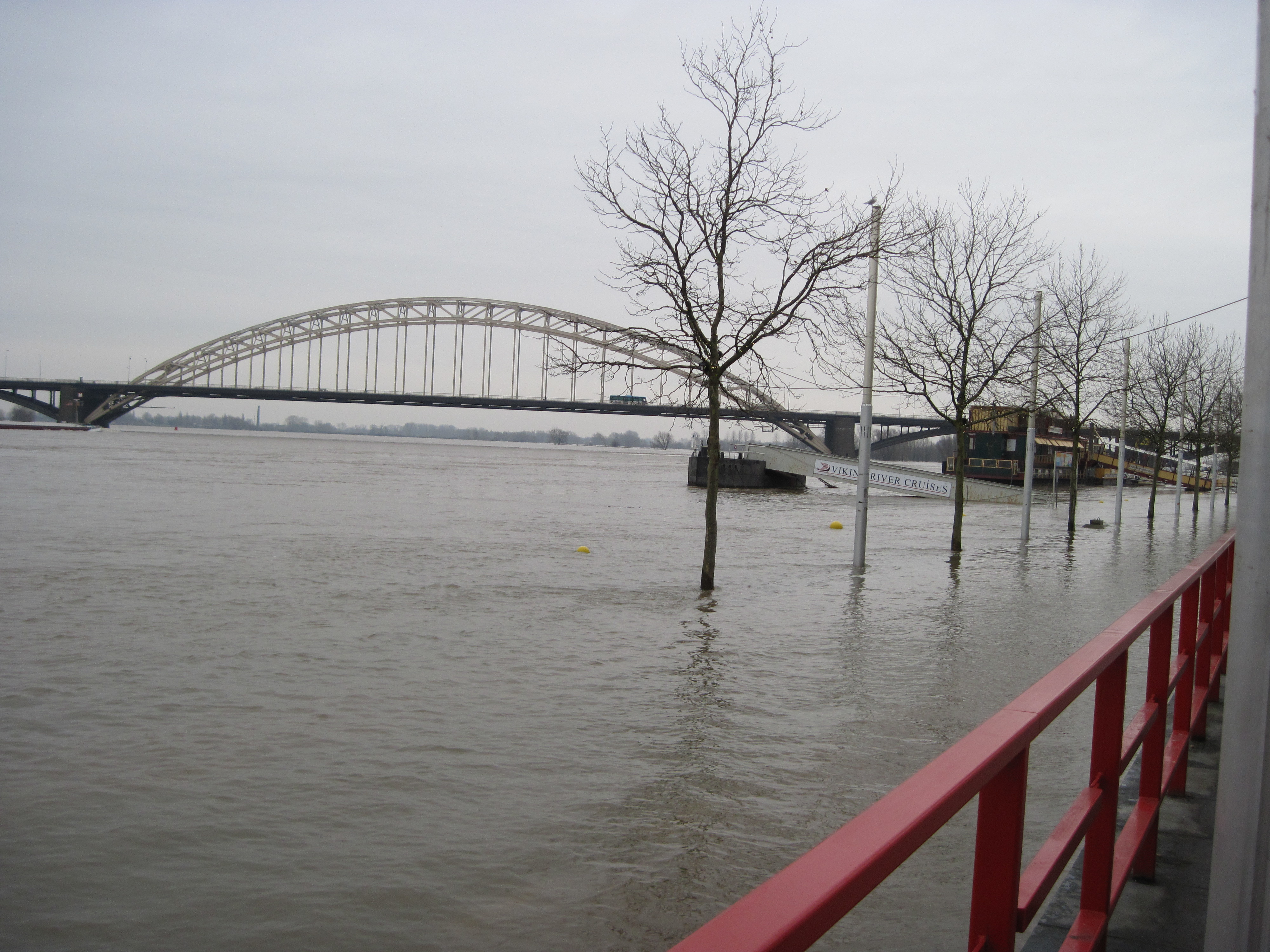
Hoogwater bij de Waalbrug in Nijmegen

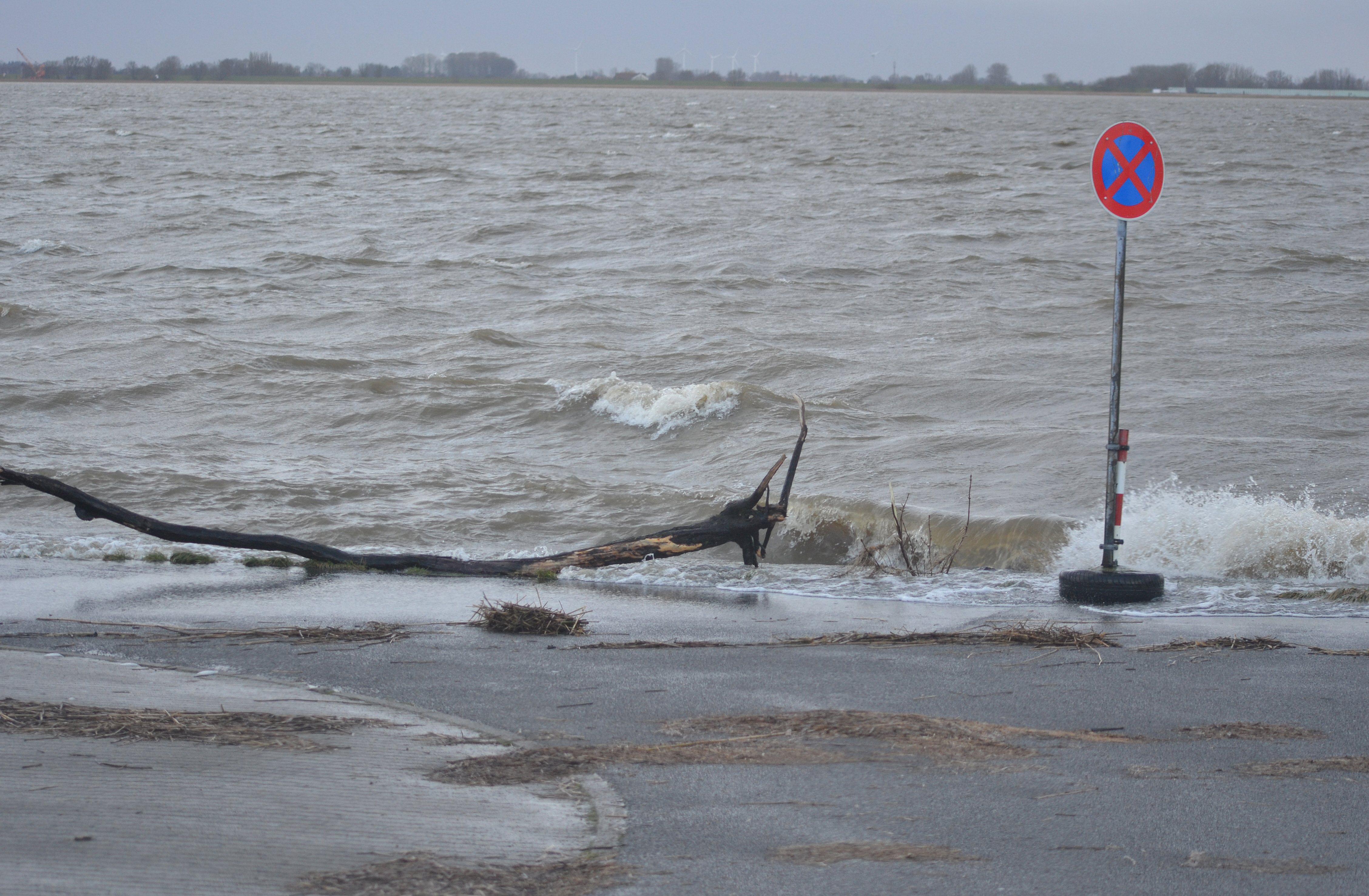
Hoogwater in de Elbe op 4 januari

Doordat water in de Noordzee vanuit het noordwesten was opgestuwd naar de Nederlandse kust, waardoor het laagwaterpeil veel hoger was dan normaal, kon men geen gebruik maken van de spuisluizen om van het overtollige regenwater af te komen. Hierdoor gingen de stormen in Nederland gepaard met een stijging van het waterpeil in de verschillende waterwegen. De waterschappen hadden, waar nodig, dijkbewaking ingesteld in de provincies Zeeland, Zuid-Holland, Noord-Holland, Friesland en Groningen. In de regio's Friesland en Groningen was de overlast het grootst, met een reële kans op doorbraak van enige verzwakte dijken.

## Voorzorgsmaatregelen
Als gevolg van de stormvloedwaarschuwing werden verschillende stormvloedkeringen, zoals de Oosterscheldekering en de balgstuw bij Ramspol gesloten om gevaarlijk hoge waterstanden tegen te gaan. De laatste waarschuwing voor een stormvloed in Nederland was op 8 november 2007.
Om het hoge water tegen te gaan werden verschillende waterbergingen opengesteld. Het waterschap Noorderzijlvest zette waterbergingsgebied Peizermade voor het eerst onder water. Waterschap Hunze en Aa's zette drie van de negen bergingspolders onder water: de Westerbroekstermadepolder, Kropswolderbuitenpolder en de polder bij Hamdijk. Ook in Friesland werden polders en natuurgebieden onder water gezet.
Een aantal nooddijken werden aangelegd door waterschap Hunze an Aa's, zoals langs de Bornholmstraat in de Industriebuurt in Groningen maar ook bij Meerwijck, Hoogezand, aan het Noord-Willemskanaal ten oosten van Eelde, Jachthaven Meerzicht aan het Zuidlaardermeer, Overschild, de Tuikwerderlaan bij Delfzijl, aan het Winschoterdiep bij Winschoten, Veendiep, Oudezijl en aan de Westerwoldse Aa bij De Bult. Bij Delfzijl werd de dijkdoorgang gesloten, het water stond 3.40 boven NAP, twee meter hoger dan normaal.
Op 6 januari werden de dijken gecontroleerd met de speciale zichtapparatuur van een F-16-straaljager van de Koninklijke Luchtmacht, dit werd op 16 januari herhaald. Beide dagen werden er infraroodbeelden gemaakt die met elkaar werden vergeleken.
De kelderverdieping van het Groninger Museum werd uit voorzorg ontruimd, het water kwam daar uiteindelijk net niet tot de onderste ramen. Op 9 januari werden de schilderijen weer teruggeplaatst.

## Incidenten
Op 4 en 5 januari 2012 werd gevreesd voor een veenkade rond de polder Tolberter Petten bij Tolbert, in het westen van de provincie Groningen. In het gebied staan ongeveer 40 panden, tientallen mensen werden vrijwillig geëvacueerd. In het naburige Leek werden 50 militairen gestationeerd mocht het tot een dijkdoorbraak komen. De situatie rond deze dijk stabiliseerde uiteindelijk, toch bleef het advies om te evacueren nog een aantal uren van kracht.

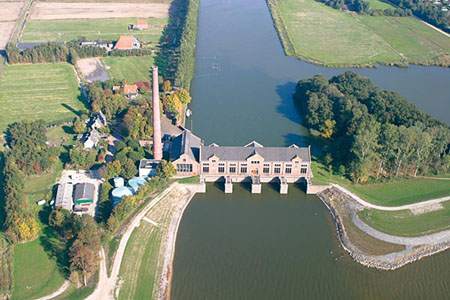
Het Ir. D.F. Woudagemaal bij Lemmer

Op de ochtend van 6 januari werden circa 800 bewoners in de Groningse gemeente Ten Boer geëvacueerd vanwege de hoge waterstand en de bekende zwakte van de dijk langs het Eemskanaal ter hoogte van Woltersum. Er sijpelde water door de dijk en de verantwoordelijke autoriteiten wilden geen enkel risico nemen. Het gebied dat werd geëvacueerd was enkele honderden hectaren groot en lag tussen het Eemskanaal en het Damsterdiep tot aan natuurgebied Hoeksmeer en omvatte de dorpen Woltersum, Wittewierum en enkele boerderijen aan de oostzijde van het Damsterdiep bij Ten Boer, Ten Post en Garmerwolde.=
Ook de rioolwaterzuiveringsinstallatie bij Garmerwolde lag in het evacuatiegebied, hier wordt onder andere het rioolwater afkomstig uit de stad Groningen gezuiverd. De zuivering ondervond geen hinder omdat het waterschap een zandzakkenmuur van 60 centimeter hoog had neergelegd.
Op 5 januari brak een kade over 200 meter door op het eiland De Burd bij Grouw in Friesland. Een aantal bewoners en ongeveer 150 bewoners van een recreatiepark werd geadviseerd het eiland te verlaten. Op 7 januari konden de meeste geëvacueerde bewoners weer terugkeren nadat maar een klein gedeelte onder water is komen te staan.
In Dordrecht stond op sommige plekken het water 1,20 meter hoog op de kades. Verschillende woningen in Dordrecht, Zwijndrecht en Hendrik-Ido-Ambacht hadden last van het water.
Het waterpeil zakte laat op de avond van 5 januari, de wind nam af en het tij keerde. Het water in het Eemskanaal daalde in de namiddag van 6 januari doordat het mogelijk werd te spuien op de Dollard. Doordat bij Lauwersoog niet kon worden gespuid stond het water in de Friese boezem twee decimeter hoger dan normaal. Het monumentale stoomgemaal bij Lemmer was een week lang onder stoom om extra maalcapaciteit te leveren, het rijksmonument trok die week een record-aantal van meer dan 10.000 bezoekers. Na 9 januari stond het water overal weer op een veilig peil.
De eerste schattingen van de schade besloegen een bedrag van 10 miljoen euro.

### Doden
In Huizen zijn twee doden gevallen door de krachtige wind, twee meisjes; een van 11 jaar oud en een van 12 jaar oud. De meisjes zaten opgesloten in een badkamer met een gasgeiser, de oorzaak van de dood is vergiftiging door koolmonoxide. Door de wind bliezen de verbrandingsstoffen van de geiser niet naar buiten maar hoopte zich op waardoor de vergiftiging plaatsvond.

## Fotogalerij

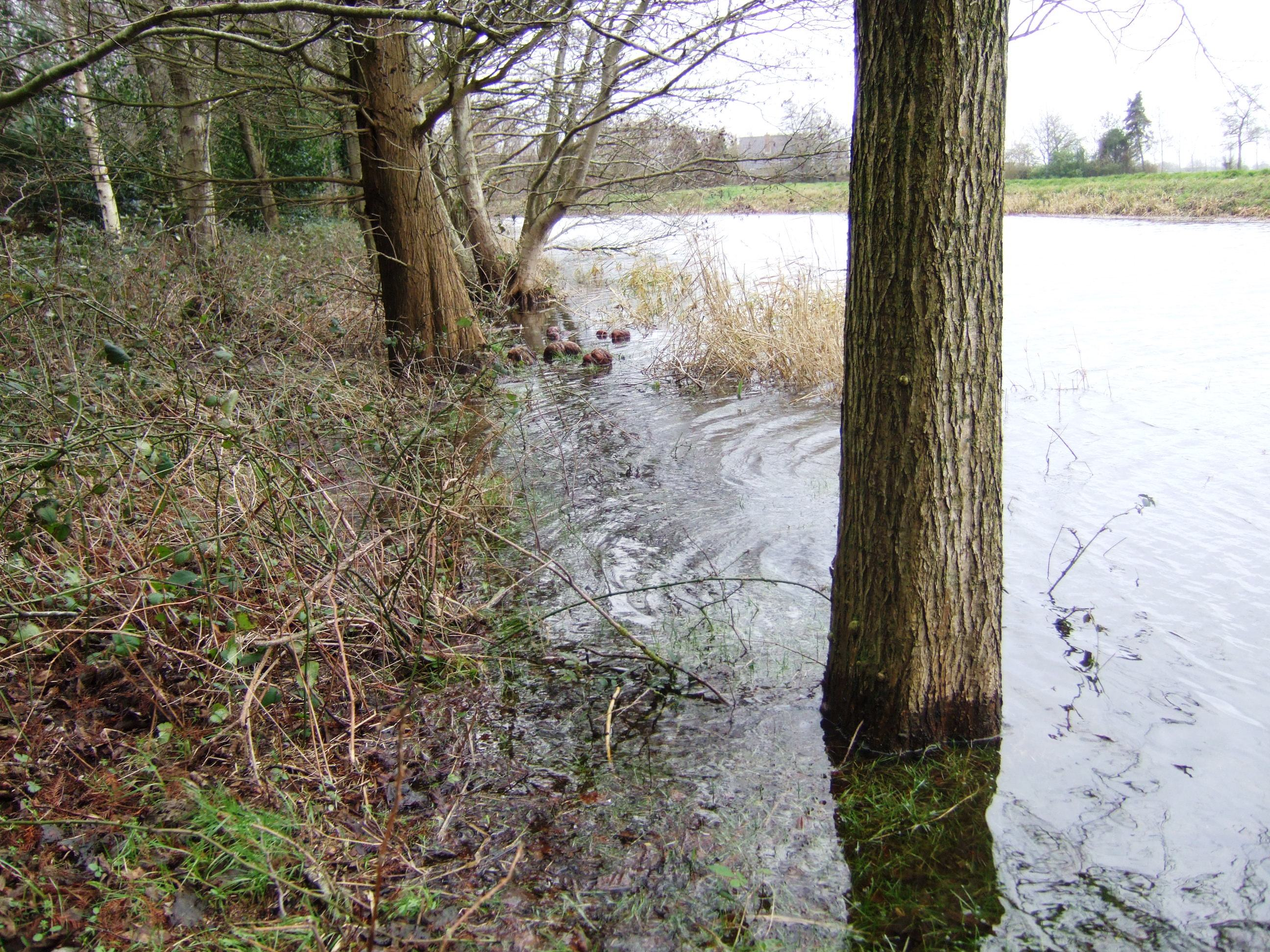
Wassend boezemwater in Friesland
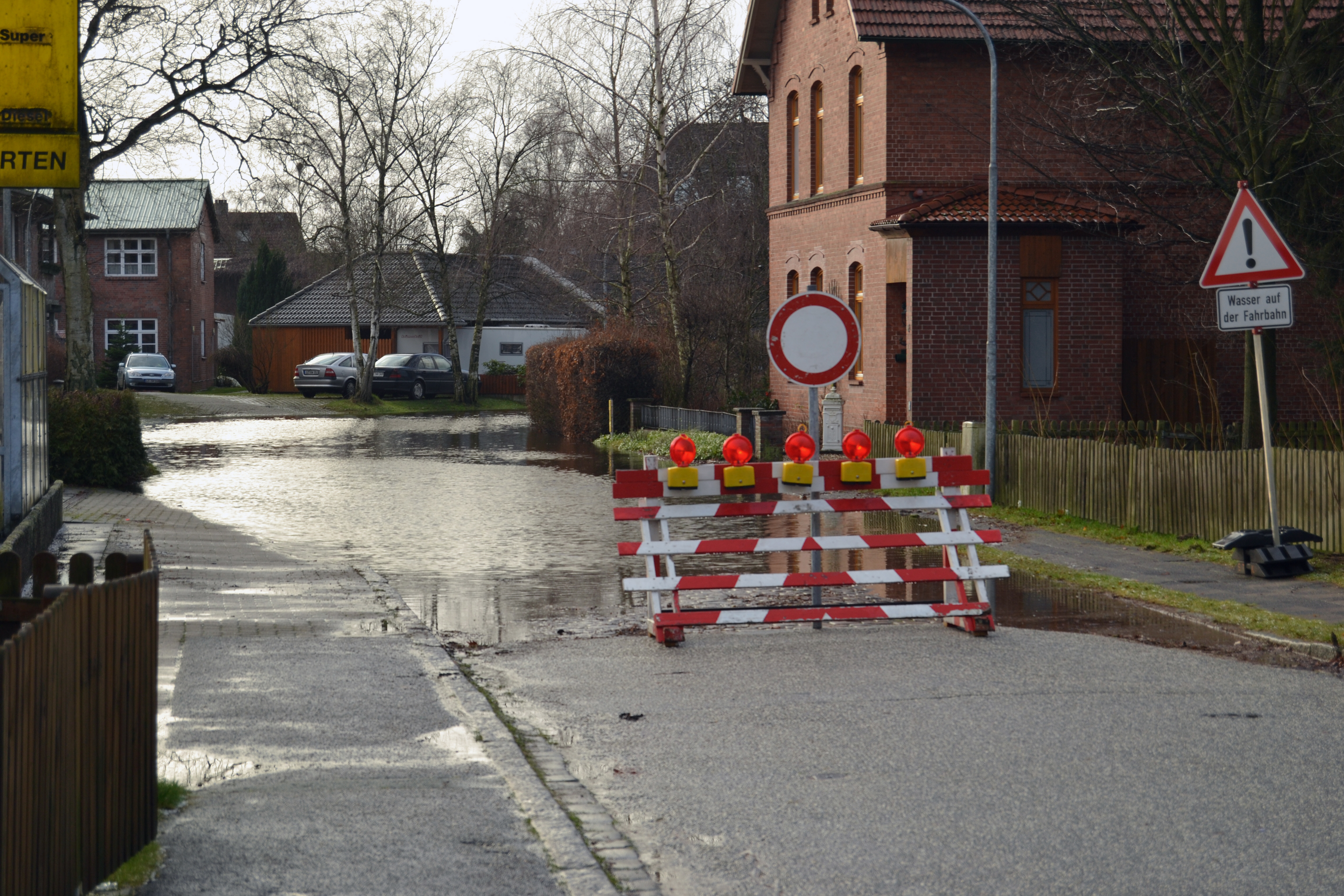
Straat ondergelopen in Kellinghusen
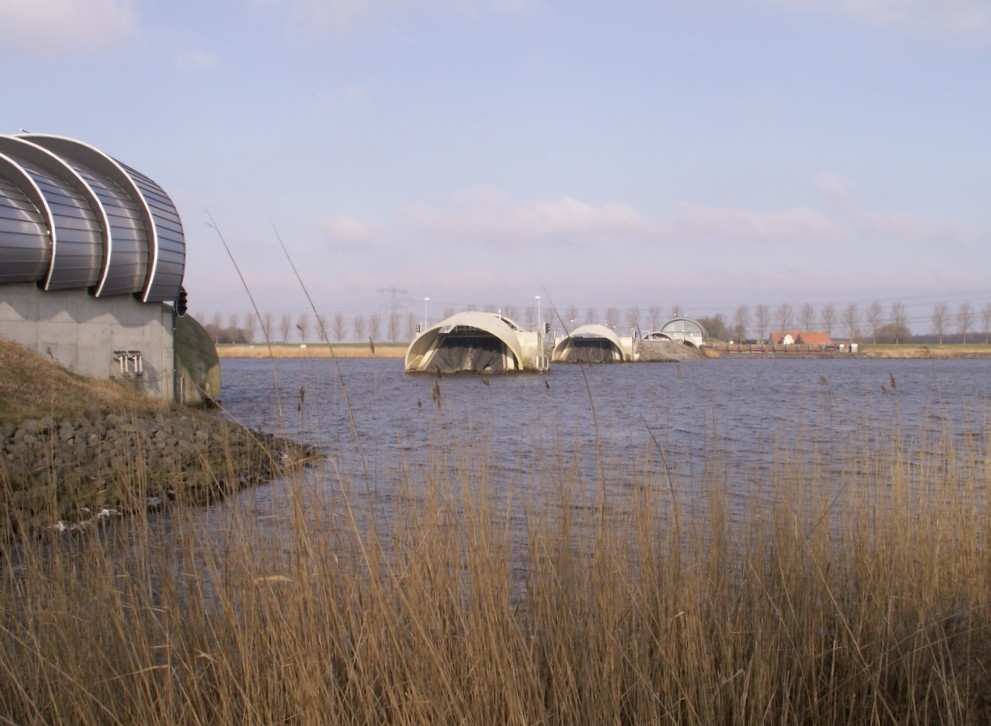
Ook de balgstuw bij Ramspol werd gesloten